# ハヴ・アイ・ザ・ライト
「ハヴ・アイ・ザ・ライト」（Have I the Right?）は、ハニーカムズが1964年に発表した楽曲。

## 概要
ソングライター・チームを組んでいたケン・ハワードとアラン・ブレイクリーは、ロンドンのイズリントンにあるミルドメイ・タバーンというパブで「ザ・シェラトンズ」というグループに出会った。二人はリード・ボーカリストのデニス・デルの歌と、女性がドラムを叩くというグループのスタイルにとりわけ惹かれ、彼らと楽曲提供の契約を交わした。シェラトンズはプロデューサーのジョー・ミークのオーディションで、ハワードとブレイクリーが書いたいくつかの曲を演奏。ミークはそのうちの「ハヴ・アイ・ザ・ライト」を気に入り、グループは「ザ・ハニーカムズ」と名を変え、レコード・デビューを果たすこととなった。
レコーディングはミークがロンドンのイズリントン区ハロウェイ通りに構えていた事務所兼ホーム・スタジオの「RGMサウンド」で行われた。ビートを強調するため、メンバーが床板を踏み鳴らす音がドラムに重ねられた。ミキシングの際、実際の音よりスピードが速められ、デニス・デルはそれによりコンサートでレコードと同じものを再現できなくなったことを残念がったと伝えられている。
1964年6月、デビュー・シングルとして発売。同年8月27日から9月3日にかけて全英シングルチャートで2週連続1位を記録した。ビルボード・Hot 100は5位、アイルランドでは3位を記録した。日本では同年11月に発売されたが、B面の「プリーズ・ドント・プリテンド・アゲイン」がA面に差し替えられた。
1991年に発売されたライブ・アルバム『In Tokyo』に、1966年の日本公演でのライブバージョンが収録されている。